# تامی بنکس
توماس بنجامین بنکس (به انگلیسی: Thomas Benjamin Banks) ‏ ۱۷ دسامبر ۱۹۳۶–۲۵ ژانویه ۲۰۱۸ نوازنده پیانو، رهبر ارکستر، تنظیم‌کننده، آهنگساز، شخصیت تلویزیونی و سناتور اهل کانادا بود.